# Переписна область №15 (Манітоба)
Переписна область №15 (англ. Division No. 15) — переписна область в Канаді, у провінції Манітоба.

## Населення
За даними перепису 2016 року, переписна область нараховувала 21379 жителів, показавши зростання на 2,6%, порівняно з 2011-м роком. Середня густина населення становила 2,4 осіб/км².
З офіційних мов обидвома одночасно володіли 845 жителів, тільки англійською — 20 090, а 70 — жодною з них. Усього 3,385 осіб вважали рідною мовою не одну з офіційних, з них 170 — одну з корінних мов, а 475 — українську.
Працездатне населення становило 65,6% усього населення, рівень безробіття — 5,5% (6,1% серед чоловіків та 4,6% серед жінок). 81,1% були найманими працівниками, 17,8% — самозайнятими.
Середній дохід на особу становив $38 949 (медіана $32 666), при цьому для чоловіків — $44 537, а для жінок $33 121 (медіани — $38 917 та $26 860 відповідно).
30,1% мешканців мали закінчену шкільну освіту, не мали закінченої шкільної освіти — 24%, 45,9% мали післяшкільну освіту, з яких 24,9% мали диплом бакалавра, або вищий, 15 осіб мали вчений ступінь.
| Статево-вікова структура населення | Статево-вікова структура населення | Статево-вікова структура населення | Статево-вікова структура населення | Статево-вікова структура населення |
| ---------------------------------- | ---------------------------------- | ---------------------------------- | ---------------------------------- | ---------------------------------- |
|                                    |                                    |                                    |                                    |                                    |
| Всього                             | Всього                             | 50,4%49,6%                         |                                    |                                    |
| 0 — 14 років                       | 0 — 14 років                       |                                    | 18,1%                              | 18,1%                              |
| 15 — 64 років                      | 15 — 64 років                      |                                    | 60,4%                              | 60,4%                              |
| 65 і більше                        | 65 і більше                        |                                    | 21,5%                              | 21,5%                              |
| 85 і більше                        | 85 і більше                        |                                    | 3,8%                               | 3,8%                               |
| 100 і більше                       | 100 і більше                       |                                    | 0%                                 | 0%                                 |
| Середній вік (років)               | Середній вік (років)               | 42,144,0                           | 43,1                               | 43,1                               |
| Медіана (років)                    | Медіана (років)                    | 42,845,6                           | 44,1                               | 44,1                               |
| — чоловіки — жінки                 |                                    |                                    |                                    |                                    |

| Походження мешканців:     | Походження мешканців:     | Походження мешканців: | Походження мешканців: | Походження мешканців: |
| ------------------------- | ------------------------- | --------------------- | --------------------- | --------------------- |
| Походження                |                           |                       | осіб                  | %                     |
| Корінні американці        | Корінні американці        |                       | 2 370                 | 11.82%                |
| Інше північноамериканське | Інше північноамериканське |                       | 4 750                 | 23.68%                |
| Європейське               | Європейське               |                       | 14 635                | 72.97%                |
| британське                | британське                |                       | 9 850                 | 49.11%                |
| французьке                | французьке                |                       | 1 685                 | 8.4%                  |
| українське                | українське                |                       | 3 435                 | 17.13%                |
| Карибське                 | Карибське                 |                       | 25                    | 0.12%                 |
| Латинськоамериканське     | Латинськоамериканське     |                       | 75                    | 0.37%                 |
| Африканське               | Африканське               |                       | 60                    | 0.3%                  |
| Азійське                  | Азійське                  |                       | 2 025                 | 10.1%                 |
| Океанійське               | Океанійське               |                       | 25                    | 0.12%                 |

| Зайнятість населення за галузями (за класифікацією NOC): | Зайнятість населення за галузями (за класифікацією NOC): | Зайнятість населення за галузями (за класифікацією NOC): | Зайнятість населення за галузями (за класифікацією NOC): | Зайнятість населення за галузями (за класифікацією NOC): |
| -------------------------------------------------------- | -------------------------------------------------------- | -------------------------------------------------------- | -------------------------------------------------------- | -------------------------------------------------------- |
|                                                          |                                                          |                                                          |                                                          |                                                          |
| Управління                                               | Управління                                               |                                                          | 16,1%                                                    | 16,1%                                                    |
| Бізнес, фінанси та адміністрування                       | Бізнес, фінанси та адміністрування                       |                                                          | 9,7%                                                     | 9,7%                                                     |
| Природничі та прикладні науки                            | Природничі та прикладні науки                            |                                                          | 2,9%                                                     | 2,9%                                                     |
| Охорона здоров'я                                         | Охорона здоров'я                                         |                                                          | 7,8%                                                     | 7,8%                                                     |
| Освіта, правозахист, муніципальні та урядові служби      | Освіта, правозахист, муніципальні та урядові служби      |                                                          | 10,7%                                                    | 10,7%                                                    |
| Мистецтво, культура, відпочинок та спорт                 | Мистецтво, культура, відпочинок та спорт                 |                                                          | 1,7%                                                     | 1,7%                                                     |
| Роздрібна торгівля та послуги                            | Роздрібна торгівля та послуги                            |                                                          | 17,1%                                                    | 17,1%                                                    |
| Гуртова торгівля, транспорт та обладнання                | Гуртова торгівля, транспорт та обладнання                |                                                          | 17,7%                                                    | 17,7%                                                    |
| Природні ресурси, сільське господарство                  | Природні ресурси, сільське господарство                  |                                                          | 8%                                                       | 8%                                                       |
| Виробництво                                              | Виробництво                                              |                                                          | 8,4%                                                     | 8,4%                                                     |

## Населені пункти
До переписної області входять містечка Ніпава, Міннедоса, муніципалітети Елліс-Аркі, Оукв'ю, Єлловгед, Роуздейл, індіанські резервації Бердтейл-Крік 57, Кізікувенін 61, Роллін-Рівер, а також хутори, інші малі населені пункти та розосереджені поселення.

## Клімат
Середня річна температура становить 1,4°C, середня максимальна – 22,2°C, а середня мінімальна – -25,1°C. Середня річна кількість опадів – 472 мм.
| Клімат поселення                              | Клімат поселення | Клімат поселення | Клімат поселення | Клімат поселення | Клімат поселення | Клімат поселення | Клімат поселення | Клімат поселення | Клімат поселення | Клімат поселення | Клімат поселення | Клімат поселення | Клімат поселення |
| Показник                                      | Січ.             | Лют.             | Бер.             | Квіт.            | Трав.            | Черв.            | Лип.             | Серп.            | Вер.             | Жовт.            | Лист.            | Груд.            |                  |
| Середній максимум, °C                         | −12              | −7,85            | −1,48            | 8,20             | 16,49            | 22,21            | 22,06            | 21,28            | 16,06            | 9,21             | −0,76            | −9,73            |                  |
| Середня температура, °C                       | −18,52           | −14,38           | −8               | 1,70             | 9,97             | 15,68            | 17,36            | 16,59            | 11,38            | 4,53             | −5,46            | −14,42           |                  |
| Середній мінімум, °C                          | −25,05           | −20,91           | −14,54           | −4,86            | 3,43             | 9,14             | 12,68            | 11,90            | 6,68             | −0,15            | −10,14           | −19,1            |                  |
| Норма опадів, мм                              | 21               | 15               | 23               | 31               | 49               | 75               | 76               | 64               | 51               | 30               | 18               | 19               |                  |
| Середньомісячна швидкість вітру, м/с          | 4.00             | 3.90             | 4.10             | 4.30             | 4.50             | 4.00             | 3.50             | 3.60             | 4.00             | 4.30             | 4.10             | 3.95             |                  |
| Середньомісячна сонячна радіація, кДж/м²·день | 4117             | 7465             | 12741            | 16986            | 20087            | 21328            | 21919            | 18567            | 12830            | 7721             | 4109             | 3163             |                  |
| --------------------------------------------- | ---------------- | ---------------- | ---------------- | ---------------- | ---------------- | ---------------- | ---------------- | ---------------- | ---------------- | ---------------- | ---------------- | ---------------- | ---------------- |
| Джерело:                                      |                  |                  |                  |                  |                  |                  |                  |                  |                  |                  |                  |                  |                  |